# Linn LM-1
Pour les articles homonymes, voir Linn.
La Linn LM-1 est la première boîte à rythmes à avoir utilisé des échantillons numériques de sons de batterie.
Conçue par Roger Linn à la fin des années 1970, annoncée par Linn Electronics en 1979, elle dispose d'une polyphonie de 12 sons, et utilise des échantillons de 28 kHz. Elle a été commercialisée entre 1980 et 1983 et seules 525 unités ont été produites.
La Linn LM-1 a été utilisée par des musiciens tels que Michael Jackson, George Benson, Peter Gabriel, Mike Oldfield, Phil Collins, tant en solo qu'avec le groupe Genesis, Stevie Wonder, Gary Numan, Depeche Mode, The Human League, Jean Michel Jarre, John Carpenter, Todd Rundgren, Prince, Vangelis, The Buggles, The Art of Noise, Phoenix.